# Ctenopoda
Die Ctenopoda stellen eine Ordnung oder Unterordnung der Krallenschwänze (Onychura) und somit innerhalb der Blattfußkrebse (Branchiopoda) dar. Es handelt sich dabei um Kleinkrebse, die vor allem im Süßwasser zu finden sind, lediglich die Gattung Penilia lebt im Meer. Die Arten beschränken sich in ihrem Vorkommen auf die nördliche Erdhalbkugel (Holarktis) sowie dem Tropengürtel.

## Bau des Ctenopoda
Die Ctenopoda erreichen eine maximale Körperlänge von 4 Millimetern. Der Körper der Tiere ist von der für die Krallenschwänze typischen Schale (Carapax) umgeben und besteht aus relativ wenigen Segmenten, deren Grenzen nur undeutlich erkennbar sind. Er endet in einem Telson mit einer kurzen Hinterleibsgabel (Furca). Der Kopf trägt keinen separaten Kopfschild.
Die 1. Antenne ist kurz und röhrenförmig, die 2. Antennen stellen große zweiästige Schwimmbeine mit Schwimmborsten dar. Die Maxillen und die Mandibel sind normal ausgebildet. Das einzelne Facettenauge ist relativ groß und liegt vorn am Kopf, ein unpaares Naupliusauge ist ebenfalls vorhanden.
Der Rumpf trägt sechs Extremitätenpaare, wobei die ersten fünf Paare zu Filterbeinen entwickelt sind. Der Schlag dieser Beine ist metachrom, das heißt, er wandert wellenartig von einem Bein zum anderen, beginnend mit dem letzten Beinpaar. Dadurch können sich Partikel zwischen den Beinbasen fangen und werden durch Borsten an den Enditen ausgefiltert und in eine zentrale Rinne gefegt und durch den sich bildenden Unterdruck nach vorn gesaugt. Dadurch und durch die Bewegung der Beine gelangen diese Partikel dann in den Mundraum.

## Fortpflanzung und Entwicklung
Die Fortpflanzung der Onychopoda ist vorwiegend parthenogenetisch, wobei sich die Jungtiere im Brutsack des Weibchens entwickeln und dort über Sekrete eines speziell entwickelten Gewebes (Nährboden) mit Nährstoffen versorgt werden. Im Laufe des Jahreszyklus kommt es häufig auch zur bisexuellen Vermehrung, bei der Dauereier entstehen, welche frei ins Wasser abgegeben werden. Die Entwicklung verläuft direkt, also ohne Naupliusstadium.

## Systematik der Ctenopoda
Die Ctenopoda wurden früher gemeinsam mit den Haplopoda (einziger Vertreter ist das Glaskrebschen), den Onychopoda und den Anomopoda als Wasserflöhe (Cladocera) zusammengefasst, diese Gruppe stellt jedoch wahrscheinlich keine natürliche Einheit (Monophylum) dar. Die tatsächliche Zuordnung im System der Krallenschwänze ist umstritten.
Die wenigen mitteleuropäischen Vertreter der Ctenopoda werden den Familien Sididae (Sida crystallina, Latona setifera und Diaphanosoma brachyurum; im Mittelmeer die marine Form Penilia avirostris) und den Holopediidae (nur Holopedium gibberum) zugeordnet.